# Archenhold-Gymnasium
Das Archenhold-Gymnasium ist ein staatliches Gymnasium im Ortsteil Niederschöneweide des Berliner Bezirks Treptow-Köpenick. Es ist nach dem deutschen Astronomen Friedrich Archenhold benannt.

## Geschichte
Am 22. Mai 1913 fasste die Stadt Köpenick den Beschluss zur Errichtung eines Schulgebäudes in der Rudower Straße, da die damalige Grundschule an der alten Feuerwache überfüllt war. Im Juli 1914 begannen die Bauarbeiten, die jedoch im September desselben Jahres als Folge des Kriegsausbruchs eingestellt wurden. Zu diesem Zeitpunkt war das gesamte Kellergeschoss bereits fertiggestellt. Am 10. Februar 1920 wurde die Wiederaufnahme der Bauarbeiten beschlossen, und im Winter 1921/22 war das Schulgebäude fertiggestellt. Die 1. Gemeindeschule für Knaben zog aus dem Gebäude in der Berliner Straße (seit 1947 Schnellerstraße) in den Neubau um und wurde nun als 2. Gemeindeschule geführt. Hinter dem Schulgebäude entstand ein Schulgarten, der aber zehn Jahre später aus finanziellen Gründen aufgegeben werden musste.
Mit der Änderung der Bezeichnung der Gemeindeschulen in Volksschulen am 1. Juli 1927 erhielt die Bildungseinrichtung den Namen 14. Volksschule. 1938 erfolgte eine weitere Umbenennung in 7. Volksschule aufgrund der neuen Nummerierung aller Volksschulen im Bezirk. Aus den bestehenden fünf Aufbauklassen wurden 1939 Mittelschulklassen, sie zogen in das Schulgebäude in der Berliner Straße um. Im August 1940 belegte die Wehrmacht Teile des Schulgebäudes, Schulunterricht fand jedoch weiterhin statt. Im Oktober desselben Jahres wurde das Schulgebäude dann vollständig vom Militär und der Polizei belegt, 1941 konnte die Schule aber wieder in ihr Gebäude einziehen. Am Ende des Zweiten Weltkriegs 1945 waren acht Klassenräume nicht benutzbar, die Turnhalle war durch Kampfhandlungen zerstört und das Dach der Schule beschädigt. Nun nutzten Formationen der Sowjetarmee das gesamte Schulhaus. Nach dem Auszug der sowjetischen Soldaten erhielt der Magistrat von Berlin die Schule zurück und richtete sie wieder für Unterrichtszwecke her. Die Bildungseinrichtung wurde nun zur 7. Grundschule, später zur Polytechnischen Oberschule „Feliks Dzierżyński“.
Nach 1990 erhielt die Schule eine neue in moderner Architektur ausgeführte Sporthalle. Diese kann auch außerschulischen Zwecken dienen, beispielsweise fand im Jahr 2020 die Sitzung der Bezirksverordnetenversammlung (BVV) von Treptow-Köpenick hier statt. Grund waren die Auflagen (Abstandsregeln) in der Corona-Pandemie.

## Standort und Architektur
Die Schule verfügt über drei Gebäude:
- Hauptgebäude, vier Stockwerke hoch, hier befinden sich das Sekretariat, die Klassenräume sowie die Kunst- und Musikräume

- Erweiterungsgebäude, drei Stockwerke hoch und beherbergt die Informatik-, Physik- und Chemieräume sowie ein Biotop und zwei große Biologieräume

- Sporthalle, drei Stockwerke hoch, im Erdgeschoss befinden sich die Cafeteria und die untere Sporthalle, im ersten Obergeschoss die Bibliothek sowie eine Tribüne und ein Kraftraum, im obersten Stockwerk die zweite Sporthalle sowie ein Klassenraum

Auf dem Schulhof befinden sich ein blaues Streetballfeld, ein Fuß- und Basketballfeld sowie eine Sprunggrube und eine 100-m-Laufbahn.

## Schulprofil
Die Schule fokussiert sich auf Naturwissenschaften. Als Fremdsprachen werden Englisch, Französisch, Latein und Italienisch angeboten. Es gibt zwei Klassentypen: Sprachen-Plus-Klassen und Medien-Plus-Klassen. Die Schule nimmt an dem Schulversuch „Kurs Digitale Welten“ teil.
Die Archenhold-Oberschule war lange Zeit die einzige Schule im Bezirk, die einen Informatik-Leistungskurs anbot. Am Anfang gab es eine ISDN-Verbindung zur Technischen Universität Berlin, die die Schule mit dem Internet verband.

## Außerschulische Angebote
Das Ganztagsangebot der Schule umfasst zwei Bereiche: einen Schüler-Helfen-Schülern-Bereich, in dem Schüler anderen Schülern helfen, die in einem Fach Hilfe benötigen, und einen Arbeitsgemeinschaften-Bereich.
Die Schülerzeitung trägt den Namen „Sternengucker“.